# SN 2012bs
SN 2012bs – supernowa typu Ia, odkryta 28 marca 2012 roku w galaktyce A152301+0711. W momencie odkrycia, miała maksymalną jasność 18,1m.